# ATmega328

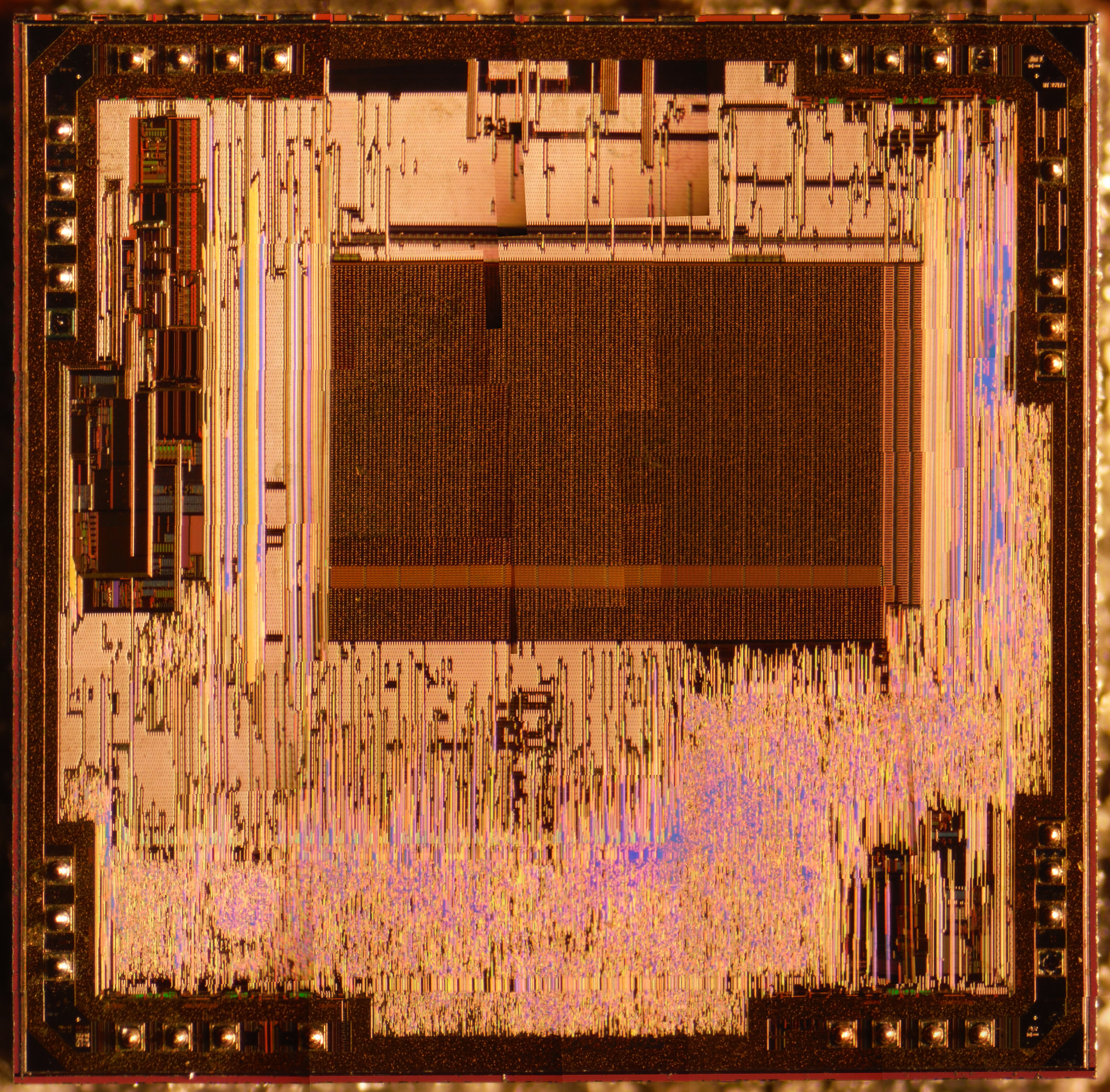
ATmega328 belülről

Az ATmega328 egy egycsipes mikrovezérlő  (MCU - MicroController Unit), amelyet a Microchip Technology Inc. (2016 előtt Atmel) gyárt, és a megaAVR sorozat tagja. A 8 bites Atmel AVR processzoron alapul, amelyet flashmemória és különböző perifériák egészítenek ki. A vezérlők programozás után akár önmagukban is működőképesek, csak a tápellátás szükséges.

## Specifikáció
A 8 bites Atmel AVR egy nagyteljesítményű RISC-alapú mikrovezérlő. Az ATmega rendszerekben ezt a processzortípust különböző perifériák vezérlésére alkalmazzák, amelyek az alábbiak:
- 8,0 MHz-es kalibrálható belső RC oszcillátor.
- 128 kHz-es alacsony energiafelhasználású belső oszcillátor.
- 32 KiB Flashmemória, áramkörön belüli, önprogramozás lehetőséggel, és írás alatti olvasás funkcióval (In-System Self-Programmable with True Read-While-Write operation).
- 1 KiB EEPROM,
- 2 KiB SRAM statikus memória,
- 23 általános célú be/kimeneti vonal,
- 32 általános célú munkaregiszter,
- három flexibilis időzítő/számláló összehasonlító üzemmóddal,
- belső és külső megszakítások,
- programozható soros USART,
- egy bájtorientált kétvezetékes soros interfész,
- SPI soros port (szabványos sín),
- 6 csatornás 10 bites A/D átalakító (8 csatorna a TQFP és QFN/MLF tokozásban),
- programozható watchdog időzítő belső oszcillátorral.

Ehhez járul még az öt, szoftveresen kiválasztható energiatakarékos üzemmód.
Az eszköz 1,8 – 5,5 volt közötti feszültséggel működik.
A processzor a legtöbb utasítást egy órajelciklus alatt hajtja végre, ami biztosítja a közel 1 MIPS teljesítményt megahertzenként az órajelben. A processzor kiegyensúlyozza a fogyasztást és a feldolgozási sebességet.

## Fontosabb paraméterek
| Paraméter                       | érték       |
| ------------------------------- | ----------- |
| Flash                           | 32 KiB      |
| RAM                             | 2 KiB       |
| Lábszám                         | 28          |
| Legmagasabb működési frekvencia | 20 MHz      |
| CPU                             | 8 bites AVR |
| Touch csatornák száma           | 16          |
| Hardveres QTouch Acquisition    | nincs       |
| Max I/O lábszám                 | 26          |
| Külső megszakítások             | 24          |
| USB interfész                   | nincs       |
| USB sebesség                    | nincs       |

## A sorozat alternatívái
Az ATmega328 sorozat szokásos alternatívája az ATmega328P. A megaAVR sorozat tagjainak kimerítő listája a cég oldalain található. A sorozatot 8 bites CPU-kra épülő mikrovezérlők alkotják, amelyek min 4, max. 256 KiB flashmemóriát, esetenként LCD, USB, LIN és CAN vezérlőket is tartalmaznak, különböző tokozásokban. A sorozatot kb. 100 modell alkotja.

## Alkalmazások
Manapság az ATmega328 vezérlőt leginkább olyan projektekben és autonóm rendszerekben alkalmazzák, ahol egyszerű, kis fogyasztású és olcsó mikrovezérlőre van szükség. Ennek a csipnek talán a legelterjedtebb implementációja a népszerű Arduino fejlesztőplatform, ezen belül is az Arduino Uno és a Arduino Nano modellekben.

### Az ATmega328 felhasználása az Arduino alternatívájaként
Az Arduino rendszerek egyik előnye, hogy készen kaphatók, de Arduino-kompatibilis próbapanel építhető különálló alkatrészekből is, amelynek központi eleme az Atmel Atmega8/168/328 AVR mikrovezérlő. Az AVR mikrovezérlők szinte minden szükséges elemet tartalmaznak egy komplett, működő számítógépes rendszerhez. A rendszerhez különböző bootloaderek tartoznak, amelyek elindítják és futtatják a feltöltött alkalmazást. A programok feltöltése általában USB vagy soros vonalon történhet, vagy külön programozó adapterrel.

## Fordítás
Ez a szócikk részben vagy egészben  az   ATmega328 című angol Wikipédia-szócikk ezen változatának fordításán alapul.  Az eredeti cikk szerkesztőit annak laptörténete sorolja fel. Ez a jelzés csupán a megfogalmazás eredetét és a szerzői jogokat jelzi, nem szolgál a cikkben szereplő információk forrásmegjelöléseként.